# Iris Träutner
Iris Träutner (* um 1974 in Wien) ist eine österreichische Sängerin und Songwriterin.

## Leben und Wirken
Träutner (alias Iris T.), die in Döbling aufwuchs, erhielt von Sepp Dreissinger Gitarrenunterricht am Gymnasium. Mit ihrer jüngeren Schwester und einer Freundin bildete sie noch als Schülerin ein Trio, das von Falco-Produzent Robert Ponger entdeckt wurde, der ein erstes Album aufnahm, aber dafür kein Label fand.
Träutner studierte Germanistik und Musikerziehung in Wien. Dann arbeitete sie als Sängerin. 2003 bildete sie eine Band mit dem Gitarristen Hans Zinkl, mit dem sie bereits bei Kurtl Kreisch gearbeitet hatte. Mit der Swing-Adaption von Songs von Nirvana, Soundgarden und Oasis tourte sie österreichweit als Iris T. & The Billy Rubin Trio und erreichte die Spitze der FM4-Charts. 2010 erschien ihr Debütalbum Mach mich tanzen.
Seit 2008 unterrichtete Träutner hauptberuflich vier Jahre lang Deutsch und Musik an einer Allgemeinbildenden Höheren Schule in Wien-Meidling. 2012 machte sie sich mit ihrem Mann Ivan Siljic selbständig und gründete eine Kommunikationsagentur. Ab 2016 arbeitete sie als Redakteurin in einem Schulbuchverlag; in dieser Zeit erschien gemeinsam mit Zinkl das Album Leichte Beute (2017). Dann wechselte sie zur Wirtschaftskammer Österreich.
2023 legte Träutner gemeinsam mit Hans Zinkl eine eigene Bearbeitung von Schuberts Winterreise vor.

## Diskographische Hinweise
- Mach mich tanzen (Groove Records 2010, mit Bastian Stein, Hans Zinkl. Maria Frodl, Wolfram Derschmidt, Wolfgang Kendl)
- Leichte Beute (Groove Records 2017, mit Dominik Fuss, Hans Zinkl, Maria Frodl, Wolfram Derschmidt, Wolfgang Kendl).
- Iris T. & Hans Z. Quintett: Winterreise (2023, mit Dominik Fuss, Maria Frodl, Wolfram Derschmidt, Bernd Rommel)